# Pomnik oficerów-lojalistów poległych w Noc Listopadową

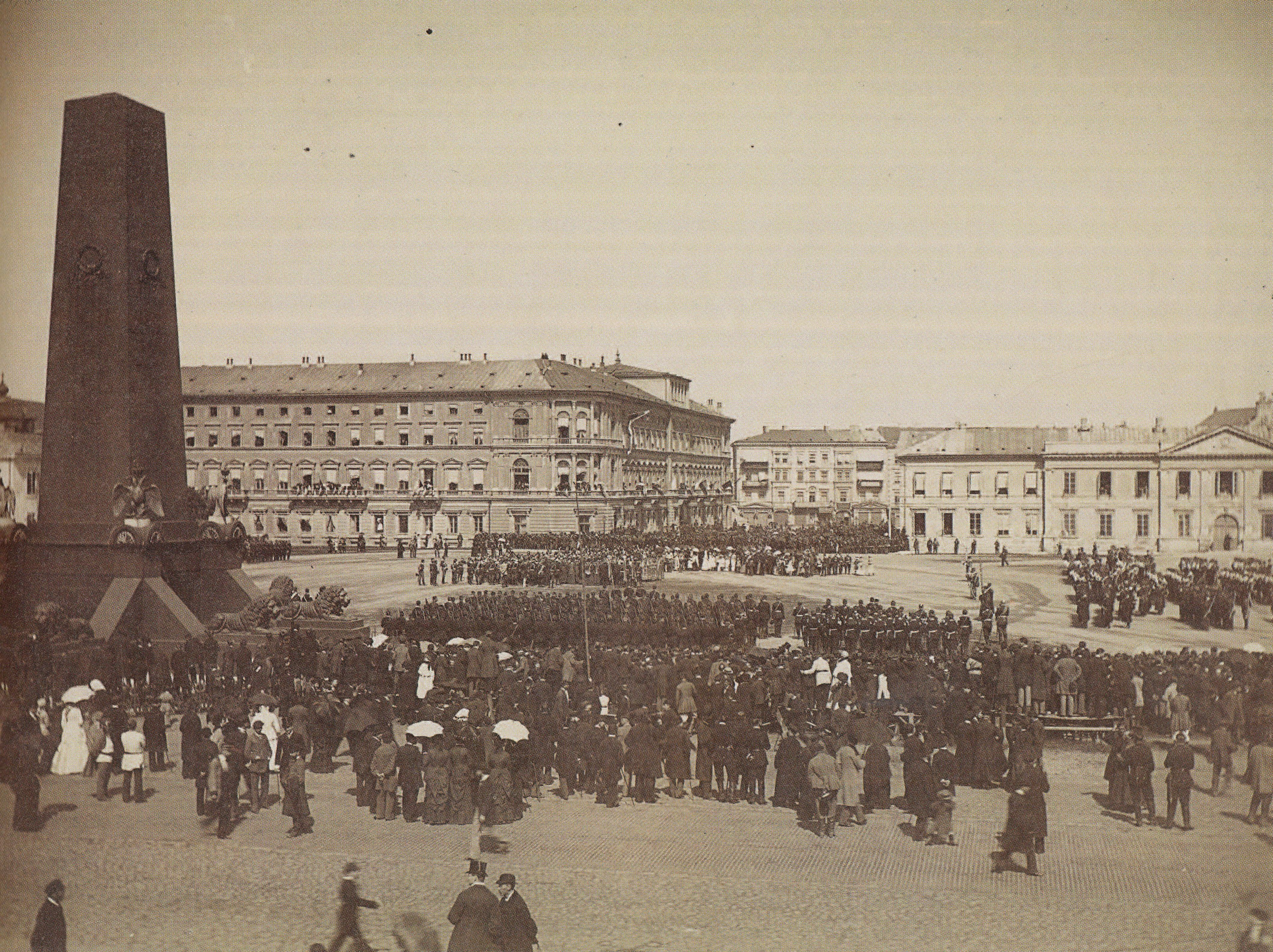
Pomnik podczas warszawskich uroczystości na placu Saskim z okazji koronacji cara Aleksandra III na Kremlu 15/27 maja 1883

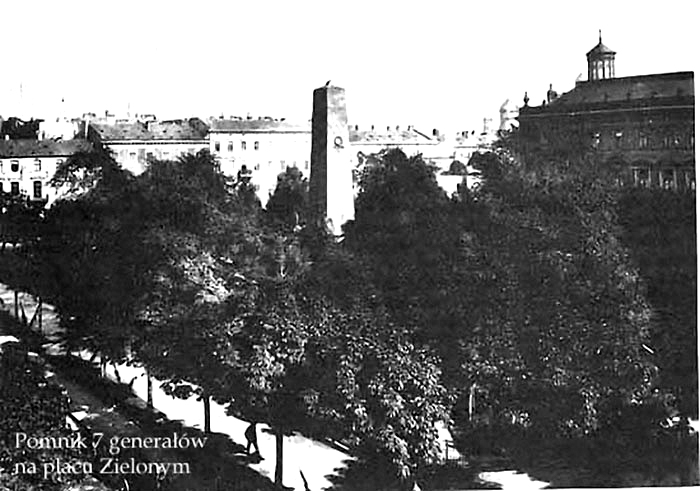
Monument po przeniesieniu w nowej lokalizacji na placu Zielonym

Pomnik oficerów-lojalistów poległych w Noc Listopadową lub pomnik Polaków poległych za wierność swojemu monarsze – monument, który znajdował się na placu Saskim, a następnie na placu Zielonym w Warszawie, upamiętniający siedmiu polskich oficerów, którzy ponieśli śmierć z rąk powstańców w Noc Listopadową. Rozebrany w 1917 roku. 

## Historia
W pierwszą noc powstania listopadowego śmierć poniosło sześciu generałów: Ignacy Blumer, Maurycy Hauke, Józef Nowicki, Stanisław Florian Potocki, Tomasz Jan Siemiątkowski, Stanisław Trębicki oraz pułkownik Filip Nereusz Meciszewski. Umieszczenie tych nazwisk na pomniku zaproponował generał Józef Rautenstrauch.
Pomnik został odsłonięty 29 listopada 1841 – w rocznicę wybuchu powstania listopadowego – na placu Saskim. Nie cieszył się popularnością wśród mieszkańców stolicy i był nazywany „pomnikiem hańby”.
W 1899 monument przeniesiono, w związku z budową prawosławnego soboru św. Aleksandra Newskiego, na mniej eksponowane miejsce na placu Zielonym (obecnie plac Jana Henryka Dąbrowskiego). Tutaj, w bardziej odludnym miejscu wśród zieleni, pomimo dozoru carskiej policji, pomnik był często dewastowany.
29 listopada 1914 pomnik próbował wysadzić w powietrze Oddział Lotny Wojsk Polskich.
W kwietniu 1917 monument został rozebrany za zezwoleniem okupacyjnych władz niemieckich, które udzieliły go dopiero po abdykacji cara Mikołaja II. Z wnioskiem o rozbiórkę pomnika wystąpili socjalistyczni członkowie Rady Miasta. 
Pozostał po nim wymowny, chociaż nieco niegramatyczny, dwuwiersz Osiem lwów – czterech ptaków pilnuje siedmiu łajdaków.

## Projekt i wymowa
Pomnik zaprojektował Antonio Corazzi. Monument miał formę 30-metrowego (50 łokci) obelisku z lanego żelaza, stojącego na ośmiokątnej podstawie z szarego marmuru krajowego z okolic Nowej Słupi o średnicy 30 łokci. Na podstawie znajdował się piedestał z żelaza, podparty ośmioma skarpami, przy których umieszczono osiem spiżowych lwów w pozycji leżącej. Wszystkie boki piedestału pokryte były napisami w języku polskim i rosyjskim. Górną część obelisku zdobiły cztery pozłacane laury. Wewnątrz obelisku znajdowały się schody kręcone, a u jego podstaw, w czterech narożach obelisku, umieszczono cztery dwugłowe rosyjskie złocone orły z rozpostartymi skrzydłami i tarczami herbowymi Królestwa Polskiego na piersiach. Rzeźby lwów i orłów odlano ze spiżu przetopionego z armat zdobytych na powstańcach w Zakładzie Machin Banku Polskiego.
Części lane wykonane zostały przez giserów Kimensa i Jenkera, rzeźbiarz Konstanty Hegel wymodelował 8 lwów i 4 orły, a warszawski brązownik Jakub Trouve wykonał złocenia, cyzelowania i wykończenia ozdób spiżowych. Szkice wykonał jakoby własnoręcznie car Mikołaj I.

Na pomniku, od strony Ogrodu Saskiego, umieszczono skomponowany przez cara napis w języku polskim: 

Polakom w dniu 17/29 listopada 1830 roku poległym za wierność swojemu monarsze.

 Na budowę zużyto 3460 cetnarów żelaza i 45 000 funtów spiżu i brązu, a całkowity koszt pomnika wyniósł 302 900 złotych.